# Kínai selyemvirágfa
A kínai selyemvirágfa (Lagerstroemia indica) a mirtuszvirágúak (Myrtales) rendjébe és a füzényfélék (Lythraceae) családjába tartozó faj.
Gyakran nevezik kreppmirtusz -nak, kínai selyemmirtusznak is, ami félrevezető, mivel a selyemvirágfák nem igazán közeli rokonai a mirtuszoknak (Myrtales): a két növénynemzetség rokonsági foka, hogy mindkettő ugyanabba a növényrendbe, a mirtuszvirágúak közé, azonban már más növénycsaládba tartozik.
A "kreppmirtusz" a "korai magyar kertészeti szakirodalomban" vagy köznyelvben fordul elő főleg és a növény megjelenésére vonatkozóan a legpontosabb talán: a kifejezés az angol elnevezés (crape myrtle/crepe myrtle) tükörfordítása, a szirmok papírszerűségének (crepe/crape) közvetlen magyarítása, és sokkal jellemzőbb a karakterre, mint a "selyem" szó, amire viszont a virágok nem emlékeztetnek.

## Előfordulása

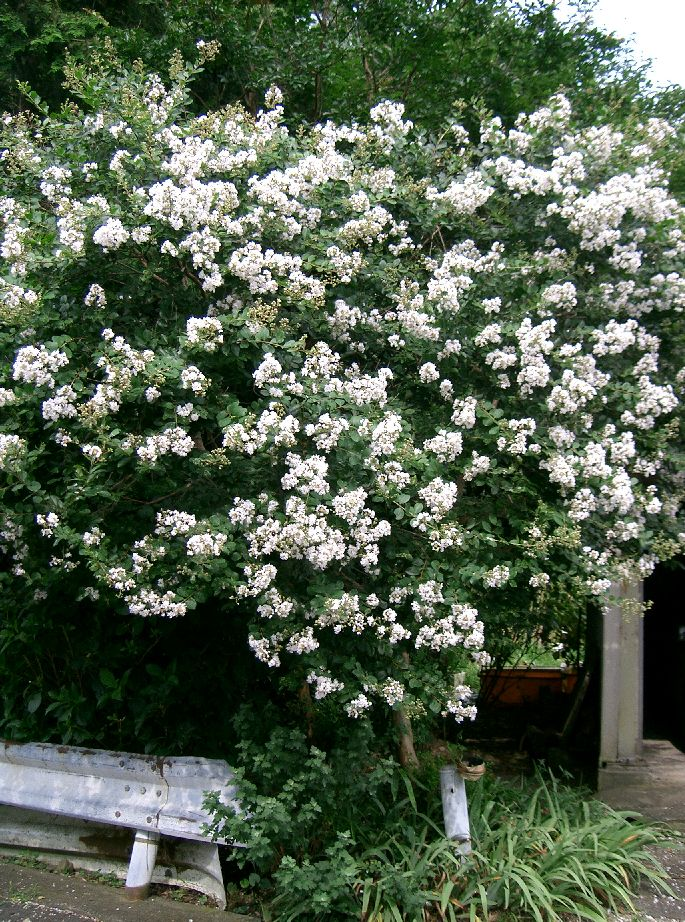
A kínai selyemvirágfa fehér virágú változata

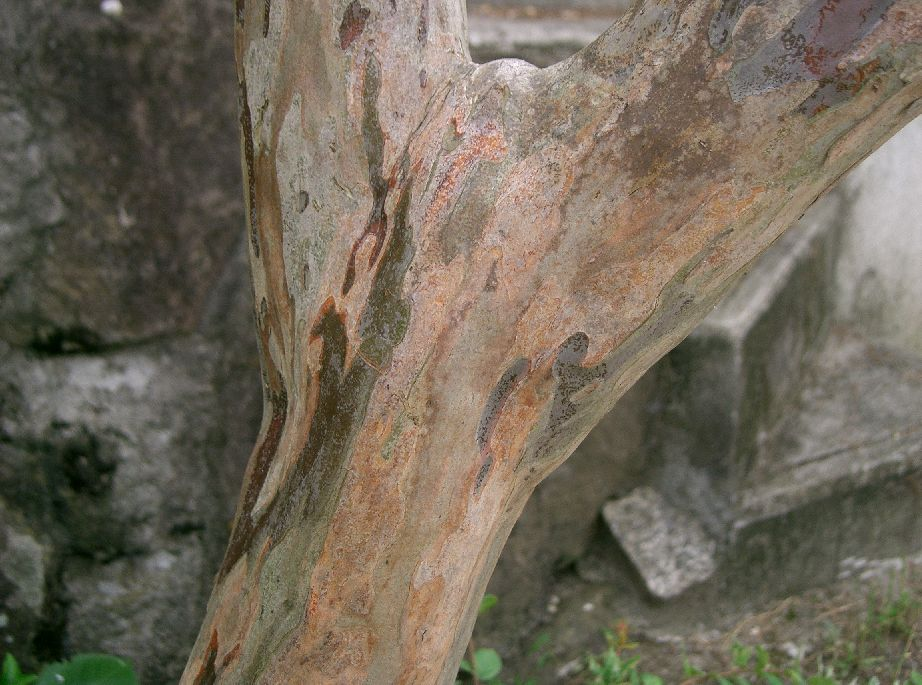
Tarka kérge

A kínai selyemvirágfa természetes elterjedési területe Kína, Korea, Japán és az Indiai-szubkontinens egyes területei. Gyakran többtörzsű, lombhullató fa szélesen elterülő, gömbölyű formával. Tűző napra vagy félárnyékba ültetik. Kedvelt fészekrakó helye az énekesmadaraknak és ökörszemeknek.

## Megjelenése
Kérge feltűnő, rózsaszínes szürke és tarka, évente lehámlik. A levelek minden télen lehullanak. A csupasz ágak kora tavasszal hajtanak ki újra. A levelek kicsik, 5–10 cm hosszúak, sima szélűek, kör alakúak vagy oválisak, sötétzöldről narancssárgára és pirosra színeződnek ősszel.

## Életmódja
Tavasszal és nyáron virágzik. Virága (fajtától függően) fehér, rózsaszín vagy lila.
A kínai selyemvirágfa fagytűrő, előnyben részesíti a tűző napot. 6 méter magasra nő meg. Jól tolerálja a szárazságot.[forrás?]
Számos hibridet hoztak létre a Lagerstroemia fauerivel történt keresztezésével.

## Fordítás
- Ez a szócikk részben vagy egészben  a   Lagerstroemia indica című angol Wikipédia-szócikk ezen változatának fordításán alapul.  Az eredeti cikk szerkesztőit annak laptörténete sorolja fel. Ez a jelzés csupán a megfogalmazás eredetét és a szerzői jogokat jelzi, nem szolgál a cikkben szereplő információk forrásmegjelöléseként.